# 巴雷特XM109狙擊榴彈發射器
巴雷特XM109「佩勞德」（英語：Barrett XM109 "Payload"）是一款由美国槍械製造商巴雷特所研發及生產的25毫米口徑狙擊型半自動反器材榴彈發射器，發射25×59毫米OCSW高爆連發榴彈。
XM109具有以狙擊武器而言非常驚人的威力，其火力之大甚至可摧毀輕型装甲车。它亦是巴雷特M107的設計修改型，具有擊破2千米（2,187.23码，6,561.68英尺，1.24英里）的輕裝甲及材料的目標，主要执行遠距離狙擊任務。

## 歷史
巴雷特槍械公司很早就有研製榴彈發射器的想法。當前苏联（現在是俄罗斯）AGS-17“烈火”自動榴彈發射器首度公開時，巴雷特公司就意識到.50口徑的M82A1也可以改造為這種武器。可惜的是當時美國沒有可供使用的相應彈藥，因此這個計劃只好擱置。
所幸的是，美國特種部隊經歷過第二次海灣戰爭“沙漠風暴”行動的經驗後，要求一枝20—25毫米口徑的反器材步槍。1992年，美國特種作戰司令部（英語：United States Special Operations Command，簡稱：USSOCOM）正式對要求立項。1994年3月16日，聯合作戰需求文件得到批准，並提出這款武器的要求。在美国陆军開始了XM307“理想步兵支援武器”（簡稱：OCSW）計劃以後，巴雷特發現美国陆军為XM307研製的25×59毫米榴彈非常理想，可以滿足將反器材步槍改造為榴彈發射器的要求；同時，美國特種作戰司令部（英語：United States Special Operations Command，簡稱：USSOCOM）也正在尋求一種在遠至800米的距離內破壞諸如BMP-3裝步戰車的輕型車輛、C4ISR等通信設施、64N6「大鵬鳥」雷达等探測裝置、S-300防空導彈、AGS-17“烈火”自動榴彈發射器等班組武器以及停在地面上的敵軍飛機等的改進型武器。理想狙擊武器，在遠距離具有更好的效果，但它僅消耗大約一半的彈藥量。儘管巴雷特M82A1基本符合要求，但仍需要採用能高爆燃燒及穿甲弹藥才能滿足軍方對提高毀傷力的要求。
巴雷特並沒有設計一枝全新武器以滿足彈藥方面需求，而是設計一種轉換裝置，通過該轉換裝置可在現有的陸軍M82A1M的基礎上經很少的改動，使M82A1M的下機匣適應25毫米彈藥。XM109僅以兩個月時間就從生產廠生產出了原型樣槍。在「三軍聯合輕武器計劃」（英語：Joint Service Small Arms Program，簡稱：JSSAP）的帶領以下，這枝與巴雷特M82相比較的理想狙擊武器（簡稱：OSW）的25毫米口徑原型於2002年試射。
2004年初，巴雷特槍械公司被授予合同，以提高武器的性能並減輕後座力，並建立10款改進的原型。這些原型於2004年8月交付給美國陸軍。為其研製的巴雷特光學測距系統（英語：Barrett Optical Ranging System，簡稱：BORS）於大約90天後批量生產。當時計劃於未來六個月內對於武器作進一步的研發，例如研製空爆彈藥。同樣地，以後還會研製所有可以發射的25×59毫米口徑彈藥。
然而，到了2006年，研發中的XM109已經與巴雷特M107的輕量化衍生型、半自動犢牛式狙擊步槍、被巴雷特命名為XM500，以及埃斯塔勒国营工厂研製的個人40×53毫米榴彈發射器一起，被整合為一個更廣泛的反器材狙擊步槍國會計劃（英語：Anti-Materiel Sniper Rifle Congressional Program）的一部分。據官方統計，該計劃從未設置過。然而，另一使用25毫米榴彈的武器，通用動力XM307之後也於2007年被取消。

## 設計細節

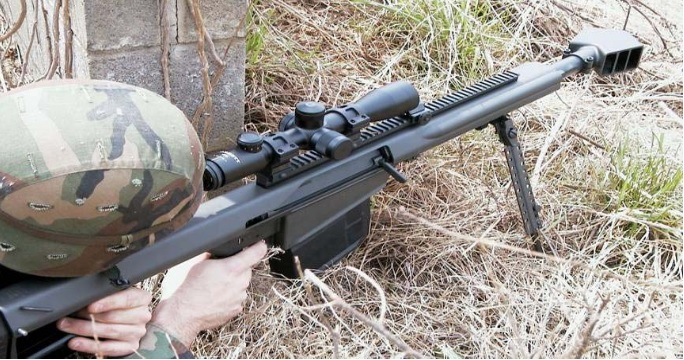
使用XM109的士兵。

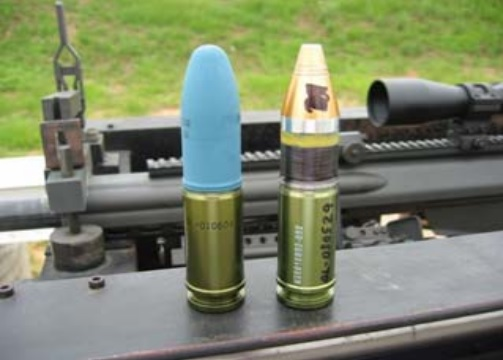
25×59毫米XM1050訓練彈和XM1049高爆雙用途彈。

XM109，原名為理想狙擊武器（簡稱：OSW）或是“佩勞德步槍”（根據巴雷特方面；“佩勞德”為的音譯，原意為“有效負載”），是一枝半自動反器材步槍，設計主要用於攻擊輕型装甲车及類似的軍用物資。該設計採用了來自M82A1／M107的下機匣，但裝上一個新型25毫米口徑上機匣。事實上，它在設計上已經考慮到這一點。原來的M82步槍的上機匣可以替換為XM109的上機匣，以形成一枝功能齊全的XM109步槍。XM109是以5發可拆卸式彈匣供彈，與彈匣的總重量為15.9公斤（35.05磅）。
XM109採用的是與“理想步兵支援武器”（簡稱：OCSW）計劃的產物，XM307相同25×59毫米榴彈。實際工作並不像聽起來那麼簡單，因為發射25×59毫米榴彈的後座力明顯地比發射12.7×99毫米北约（.50 BMG）口徑步枪子彈的要大。但巴雷特決定對M82A1下機匣作出改進，使其後座系統能夠和新研製的轉換裝置配合在一起，同時在槍口裝上新設計的三室式V形制退器，還能有效地減少其後座力。
無論是半自動或自動武器，槍機速度都非常關鍵，因為它影響了後座系統的每一個組成部分。M82A1槍機運動速度是6.35米／秒，其複進簧就是為了這一運動速度而設計的。由於槍機速度在某些情況下會影響抽殼和拋殼，因此XM109的槍機速度必須保持在M82A1的水平上，以免因槍機速度過快，抽殼過於突然，造成彈殼底部被拉斷。為解決這一問題，巴雷特在轉換裝置中設置了兩根額外的槍管復位簧和兩組液壓緩衝器。當槍管後座將會到位時，這些裝置將運動傳給機匣，由緩衝器將槍機運動速度降低到一個合理水平。雖然彈匣托彈板的速度仍比M82A1稍高，但槍管的移動會減少到能保證平穩抽殼的水平。
XM109保留了M82A1的槍管短行程後座作用。事實上，對M82A1的下機匣做的小小改動不會對M82A1的上機匣的操作產生影響。由於XM109和M82A1／M107這兩種系統有70％是相同的，因此任何巴雷特M82A1／M107都可以在不必採購完整步槍而只需裝上轉換裝置，就可將.50 BMG口徑的M82A1／M107改造為25×59毫米口徑的XM109。這樣與.50 BMG口徑的XM312改造為25×59毫米口徑的XM307相若。但與XM307一樣，XM109可以被重新配置為.50 BMG的M82A1／M107。
XM109之所以選擇“理想班組武器”使用的25×59毫米榴彈，除了尺寸因素外，更重要的是因為該彈在人可承受的發射力和毀傷性兩個方面達到了完美的結合。25×59毫米榴彈起初是作為OCSW的殺傷人員彈藥而開發的，而XM109將其用作一種反器材彈藥。作為反器材彈藥，25×59毫米榴彈的確是一種理想的彈藥，在2,000米（2,187.23码，6,561.68英尺，1.24英里）距離上，它的飛行時間和飛行彈道與.50 BMG基本相同，但它的終點效應卻要比.50 BMG高。利用引信小型化方面的最新發展，25×59毫米榴彈將可以裝填更多的炸藥及有效載荷，使發射25×59毫米榴彈的XM109具有比.50 BMG Mk 211 Mod 0（又名“勞福斯彈”）高爆燃燒穿甲彈（英語：High Explosive Incendiary/Armor Piercing Ammunition，簡稱：HEIAP）更高的潛在毀傷能力。巴雷特還需為XM109使用的高爆彈研製一種簡單的碰炸引信，為空心裝藥彈開發彈頭著發彈底起爆引信。這種榴彈的成本明顯地比OCSW“靈巧”彈藥為低。
因為XM109發射的是榴彈彈藥，所以它的精度是不太重要。在2002年的一場試射中，以發射Raufoss Mk 211 Mod 0高爆燃燒穿甲彈的M107和發射XM1050訓練彈藥的XM109比較。結果顯示，發射Raufoss Mk 211 Mod 0高爆燃燒穿甲彈的M107在600米（656.17码，1,968.5英尺）的精度為2.3 MOA，而發射XM1050訓練彈藥的XM109則達到2.53MOA。在800米（874.89码，2,624.67英尺）時，2.74至3.33MOA的差異會變得更為明顯。這在800米的偏差相當於800毫米（31.5英吋）。該系統使用XM1050訓練彈藥在1,350米（1,476.38码，0.84英里，0.84英里）的精度與是1.1密耳，這偏差相當於500毫米（1.97英吋）。
使用巴雷特標準兩腳架作臥姿射擊時，可以減少射手所感受到的後座力。後座力與3吋12號麥格農霰彈相若。發射了5發榴彈以後，射手身上沒有留下瘀痕。但儘管如此，美國軍隊方面仍然認為XM109的後座力過大。

## 其他功能
- MIL-STD-1913光學瞄準鏡導軌
- 巴雷特光學測距系統
- 單腳架插座
- 可拆卸式三室式V形槍口制退器或消聲器系統
- 可拆卸式兩腳架和提把

## 登場作品

### 電子遊戲
- 2019年—：第四季新增武器，命名為“Rytec AMR”，預設配備狙擊鏡，載彈量5發，外觀與真槍稍有不同。預設為.50 BMG口徑，可改裝至使用各種25×59毫米彈藥。

## 資料來源
1. 1 2 3 4 5 6 7 8 9  Gates, Bob. . Barrett Firearms Manufacturing, INC.   [16 December 2012]. （原始内容存档于2013年7月19日）.
2. 1 2 3 4 5  ARDEC: Safety Test of the XM109 Rifle, 2005 的存檔，存档日期2012-10-13.
3. 1 2 3  Williams, Anthony G.（2008）Defence Management Journal, Issue 41 的存檔，存档日期2012-10-25.
4. 1 2 3 4  .   [2013-06-08]. （原始内容存档于2020-01-15）.
5. ↑  BARRETT: XM109 BRIEFING UPDATE, 11. Mai 2004 的存檔，存档日期2013-07-19.
6. ↑  ANTI-MATERIEL SNIPER RIFLE CONGRESSIONAL PROGRAM 的存檔，存档日期2013-07-19.
7. ↑  德語維基百科卻描述該計劃為「反器材有效載荷步槍」（Anti-Materiel Payload Rifle）。
8. ↑  RAND / Scott Hiromoto: Fundamental Capability Portfolio Management: A Study of Developing Systems with Implications for Army Research and Development Strategy, 2013 （页面存档备份，存于）（PDF; 4,4 MB）
9. 1 2  50TH ANNUAL NDIA SMALL ARMS SYMPOSIUM AND EXHIBITION: 25mm Anti-Material Payload Rifle (AMPR-XM109), 2004 的存檔，存档日期2012-11-28.

## 外部連結
- （英文）—Official Website of Barrett Firearms Company （页面存档备份，存于）
- （英文）—Popular Mechanics－An image of the XM109
- （英文）—GlobalSecurity.org - M109 Anti-Materiel Payload Rifle (AMPR) （页面存档备份，存于）
- （英文）—Military, Security and Civilian Guns—Barrett XM109 OSW (Objective Sniper Weapon) （页面存档备份，存于）
- （英文）—DTIC Briefing on XM109
- （简体中文）—D Boy Gun World（槍炮世界）—Barrett Payload / XM109 （页面存档备份，存于）
- （简体中文）—网易新闻中心—经典的延续：XM109狙击步枪 （页面存档备份，存于）
- （简体中文）—新浪网—武器纵横：美XM109狙击枪可安装自动瞄准系统 （页面存档备份，存于）
- （简体中文）—《轻兵器》—巴雷特反器材步枪新秀 （页面存档备份，存于）
- （简体中文）—近看狙击步枪之王XM109[]